# HDMS Vædderen (F359)
Le HDMS Vædderen (F359) est une frégate de la classe Thetis de la Marine royale danoise. Il est utilisé comme patrouilleur pour des exercices de souveraineté dans les eaux autour des îles Féroé et du Groenland.

## Description
Le HDMS Vædderen a une longueur hors-tout de 112,5 m, un maître-bau de 14,5 m et un tirant d'eau de 6 m. Son armement inclut un canon d'artillerie navale Otobreda de 76 mm, sept mitrailleuses lourdes de 12,7 mm, quatre mitrailleuses légères de 7,62 mm et un lance-torpilles MU90.

## Histoire
Le HDMS Vædderen fut lancé le 21 décembre 1990 et entra en service le 9 juin 1992.
En août 2006, il participa à troisième expédition scientifique Galathea.
En août 2010, il participa à la quatrième opération annuelle Nanook avec des navires canadiens et américains dans la baie de Baffin et le détroit de Davis dans le Nord du Canada.

## Annexe